# Elgon-Spitzmaus
Nicht zu verwechseln mit der Mount-Elgon-Wühlspitzmaus.

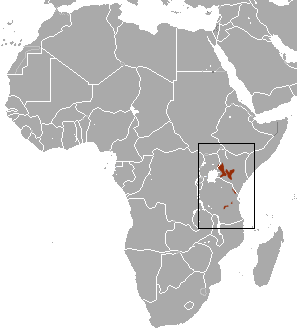
Verbreitungsgebiet der Elgon-Spitzmaus

Die in Ostafrika verbreitete Elgon-Spitzmaus (Crocidura elgonius) zählt zur Gattung der Weißzahnspitzmäuse. Der Name bezieht sich auf den Fundort des Typusexemplars am Mount Elgon in Kenia.

## Merkmale
Diese kleine Spitzmaus erreicht eine Kopf-Rumpf-Länge von 55 bis 68 mm, eine Schwanzlänge von 33 bis 40 mm und ein Gewicht von 2 bis 4,6 g. Die Hinterfüße sind 9 bis 11 mm lang und die Länge der Ohren liegt bei 7 bis 8 mm. Das oberseitige Fell besteht aus 2 mm langen braunen Haaren, während die Unterseite von Haaren bedeckt ist, die an der Wurzel grau sowie an den Spitzen weißlich sind, was ein gepunktet hellgraues Aussehen erzeugt. Im Umfeld der Ohren befinden sich lange Haare. Typisch für die Hinterfüße sind braunes Fell an der Außenseite und gelbliches Fell an der Innenseite. Der Schwanz ist in eine dunkelbraune Oberseite und eine helle Unterseite aufgeteilt.

## Verbreitung und Lebensweise
Die Elgon-Spitzmaus hat mehrere verstreuten Populationen in Kenia, im Westen Ugandas und in Tansania. Sie lebt in Gebirgen ab 1000 Meter Höhe. Die Exemplare halten sich in trockenen und feuchten Bergwäldern, sowie in Teeplantagen auf.
Über das Verhalten dieses nachtaktiven Tieres ist nur sehr wenig bekannt. Es lebt auf dem Grund und in einem bestimmten Gebiet wohnen deutlich mehr Männchen als Weibchen. Die Elgon-Spitzmaus wird von Eulen gejagt.

## Gefährdung
Vermutlich wirkt sich die Umwandlung der Landschaft zu Anbaugebieten negativ aus. Obwohl die Gesamtpopulation abnimmt, wird sie noch als ausreichen groß eingeschätzt. Die IUCN listet die Art als nicht gefährdet (least concern).